# Casco Histórico de Barajas
Casco Histórico de Barajas é um dos cinco bairros do distrito de Barajas, em Madrid, Espanha.
Casco Histórico de Barajas, é o bairro com maior densidade populacional (129 Hab./Ha.) do distrito de Barajas segundo dados de 2006.